# Самнер, Джон Дэниел
Джон Дэниел Самнер (англ. John Daniel "JD" Sumner, 19 ноября 1924, Лейкленд, Флорида, США — 16 ноября 1998, Мертл-Бич, Южная Каролина, США) — американский евангелический певец, автор песен и музыкальный промоутер, известен своим глубоким басом. Самнер пел в квартете Southern Gospel Music, в том числе в Sunshine Boys, с 1949 по 1954 год, в The Blackwood Brothers с 1954 по 1965 год, в Stamps Quartet с 1957 по 1998 год и в Masters V с 1981 по 1988 год. В течение шести лет Самнер являлся мировым рекордсменом Гиннесса как обладатель самого низкого баса.